# Dekanat Białystok – Starosielce
Dekanat Białystok – Starosielce – jeden z 13 dekanatów w rzymskokatolickiej archidiecezji białostockiej.

## Parafie
W skład dekanatu wchodzi 10 parafii:
- parafia bł. Bolesławy Lament w Białymstoku
  - Kościół parafialny  sanktuarium bł. Bolesławy Lament
- parafia Matki Bożej Różańcowej w Białymstoku
- parafia NMP z Guadalupe w Białymstoku
- parafia Przemienienia Pańskiego w Białymstoku
- parafia św. Andrzeja Boboli w Białymstoku
- parafia św. Jadwigi Królowej w Białymstoku
  - Kościół parafialny św. Jadwigi Królowej
- parafia św. Rafała Kalinowskiego w Białymstoku
- parafia św. Rocha w Białymstoku
  - Bazylika św. Rocha
- parafia św. Jana Chrzciciela i św. Szczepana w Choroszczy
  - Kościół parafialny św. Jana Chrzciciela i św. Szczepana
- parafia Najświętszego Serca Pana Jezusa w Konowałach

## Władze dekanatu
- Dziekan: ks. kan.Tadeusz Żdanuk
- Wicedziekan: ks. kan. Maciej Kozłowski
- Ojciec duchowny: ks. Leszek Struk

## Sąsiednie dekanaty
Białystok – Bacieczki, Białystok – Nowe Miasto, Kobylin (diec. łomżyńska), Łapy (diec. łomżyńska)